# Station Castelrotto-Kastelruth

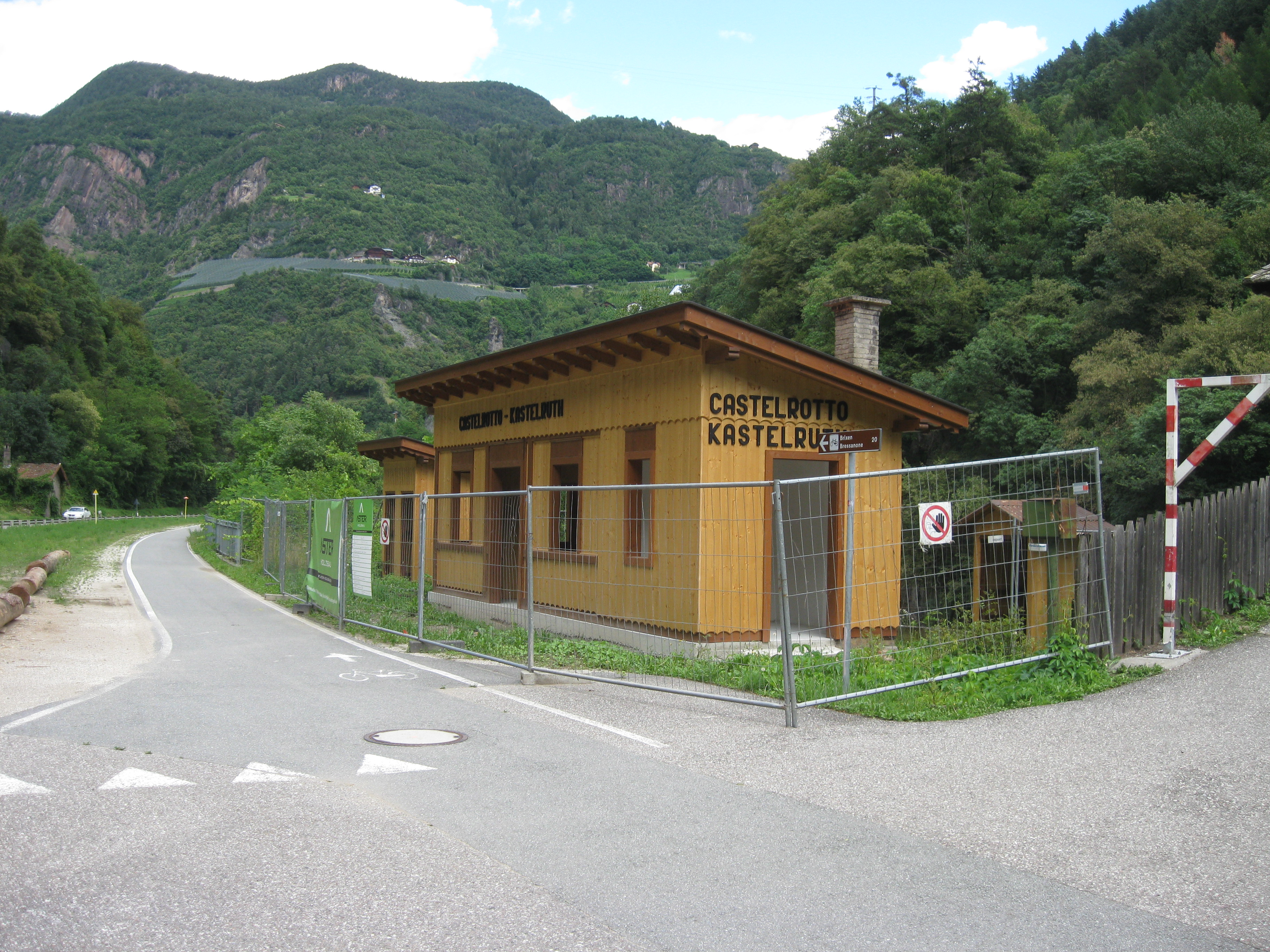

Station Kastelrotto-Kastelruth was tot 1994 een spoorwegstation aan de Brennerspoorlijn in de gemeente Kastelruth (Italië-Zuid-Tirol).
De stationsnaam wordt volgens de regels van Trenitalia in het Italiaans aangegeven, gevolgd door het Duits als lokale taal.